# 渡辺義之
渡辺 義之（わたなべ よしゆき）は、日本の教育者。宮城学院女子大学教授。宮城県教育委員会教育次長。

## 来歴
- 宮城県出身。
- 1953年 - 宮城県古川高等学校卒業。
- 1957年 - 東北大学文学部卒業。
- 1965年 - 宮城県第高等学校 教諭。
- 1973年 - 宮城県泉松陵高等学校 教諭。
- 1977年 - 宮城県教育庁指導課 指導主事。
- 1982年 - 宮城県教育庁学務課 管理主事。
- 1983年 - 宮城県教育庁学務課 主任管理主事。
- 1985年 - 宮城県志津川高等学校 校長。
- 1986年 - 宮城県教育庁学務課長。
- 1993年 - 宮城県仙台第二高等学校 校長。
- 1995年 - 宮城県教育委員会教育次長。
- 1997年 - 宮城学院女子大学 教授。

| スタブアイコン | サブスタブ | この項目は、まだ閲覧者の調べものの参照としては役立たない、人物に関連した書きかけの項目です。この項目を加筆・訂正などしてくださる協力者を求めています（P:人物伝/PJ:人物伝）。 |